# Disarm the Descent
| Críticas profissionais | Críticas profissionais |
| Avaliações da crítica  | Avaliações da crítica  |
| Fonte                  | Avaliação              |
| ---------------------- | ---------------------- |
| About.com              | link                   |
| Blabbermouth.net       | link                   |
| allmusic               | link                   |
| PopMatters             | link                   |

Disarm the Descent é o sexto álbum de estúdio da banda norte-americana de metalcore, Killswitch Engage. Marca o retorno de Jesse Leach nos vocais da banda após a saída de Howard Jones. A faixa "This is Confrontation", que mais tarde foi alterada para "No End In Sight" foi vazada no youtube em um certo período, mas logo após foi excluída das contas por direitos autorais. O seu primeiro single "In Due Time", foi disponibilizado no YouTube no dia 30 de janeiro de 2013 e foi lançado dia 5 de fevereiro de 2013 pela Roadrunner Records, que no dia 28 de fevereiro de 2013 lançou o videoclipe do single.
No dia 18 de março a banda disponibilizou a faixa "The New Awakening" em seu canal no youtube também, porém não como um single. O album foi lançado em 2 de abril de 2013, e estreou em #7 no Billboard 200 com um pouco mais de 48 mil cópias vendidas na semana de estréia. 

## Faixas
1. "The Hell In Me" - 02:57
2. "Beyond the Flames" - 02:53
3. "The New Awakening" - 03:33
4. "In Due Time" - 03:18
5. "A Tribute to the Fallen" - 04:02
6. "Turning Point" - 03:12
7. "All we Have" - 03:20
8. "You Don't Bleed for Me" - 03:20
9. "The Call" - 02:50
10. "No End in Sight" - 03:29
11. "Always" - 04:33
12. "Time Will Not Remain" - 03:13

### Edição especial
1. "Blood Stains" - 03:21
2. "Slave to the Machine" - 03:07
3. "Numbered Days" (ao vivo) - 03:45
4. "My Curse" (ao vivo) - 03:53

## Créditos
- Jesse Leach - Vocal
- Adam Dutkiewicz - Guitarra e Vocal de apoio
- Joel Stroetzel - Guitarra
- Mike D'Antonio - Baixo
- Justin Foley - bateria